# تاريخ نيسابور
تبدا حضارة وتمدن فی نیسابور ومنطقها خلال امبراطوریة ساسانیة علی ارجح اقوال. قد فتحت نیسابور بید مسلمین فی 643 وسکانها سلموا بلا حرب.

## تاریخ

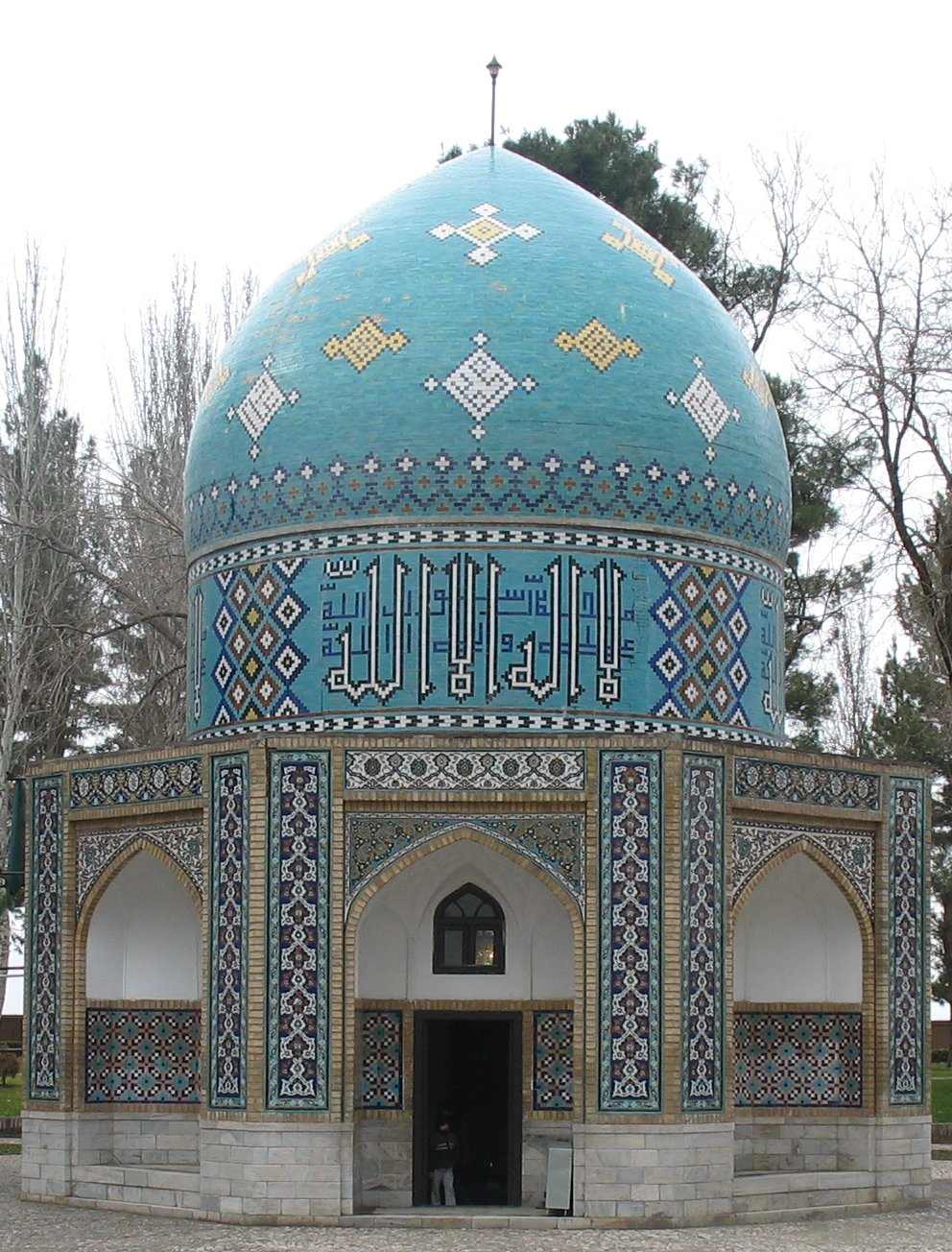
آرامگاه محمد عطار نیشابوری

اسمها (نيسابور) وذلك نسبة إلى بانيها للمرة الثانية سابور الثاني الساساني في المئة الرابعة للميلاد ومعنى اسمها بالفارسية: عمل أو موضع سابور الطيب. وقد أطلق عليها أيضاً اسم أبر شهر ومعناه مدينة الغيم بل إن ابن بطبوطة نقل أنها يقال لها: دمشق المصغيرة لكثرة فواكهها وبساتينها. وقد أسسها الأكاسرة على تخطيط كرقعة الشطرنج في كل ضلع ثمانية مربعات ثم اتسعت رقعتها وعظمت ثروتها في أيام بني الصفار حتى صارت أجمل مدن خراسان، فليس في كل خراسان ـ على ماذكر ابن حوقل ـ مدينة أصح هواء وأفسح فضاء وأرشد عمارة من نيسابور، وتجارها أهل ثراء، وتؤمها السابلة والقوافل كل يوم ويرتفع منها من أصناف الثياب القطنية والحريرية مايصدر إلى سائر بلدان المشرق.
وكان المسلمون فتحوها في أيام عثمان بن عفان والأمير عبدُ الله بن عامر بن كريز في سنة 31 هـ صلحاً، وبنى بها عبد الله هذا جامعاً، وقيل إنها فتحت في أيام عمر على يد الأحنف بن قيس، وإنما انتقضت في أيام عثمان فأرسل إليها عبد الله بن عامر ففتحها ثانية. وقد ذكر المؤرخون أن جامعها الأكبر الذي شهد قمة ازدهارها أربع رحبات بناه عمرو الصفار ويقوم سقفه على أساطين الآجر يدور على صحنه ثلاثة أروقة وأهم بناء فيه قد زوقت حيطانه بالقرميد المذهب، للجامع أحد عشر باباً بها أعمدة رخام وحيطانه وسقفه مجملة مزوقة.
وفي وصف المدينة العظيمة نيسابور قيل إن فيها اثنتان وأربعون محلة منها مايكون مثل نصف شيراز ودروبها المؤدية إلى الأبواب زهاء الخميس، وأعظم ماوصلت إليه من السعة كانت بعد عام 679هـ حيث كان دَوْر أسوارها حينذاك 15000 خطوة... كما أن أعظم أسواقها سوقان: سوق المربعة الكبيرة وسوق المربعة الصغيرة، وكان سوف المربعة الكبيرة قرب المسجد الجامع بينما سوق المربعة الصغيرة على بعد قليل من السوق الآخر في الأرباض الغربية قرب ميدان الحسينية ودار الإمارة، وهي أسواق طويلة مكتظة بالدكاكين تمتد من مربعة إلى المربعة الأخرى وتقطعها متعامدة معها أسواق أخرى وهي تمتد جنوبا إلى مقابر الحسينيين وتنتهي شمالاً برأس القنطرة على النهر، وفي هذه الأسواق خانات وفنادق يكسنها التجار وفيها التجارات كل صنف فيها على حدة، فلكل من الأساكفة والبزازين والخرازين وغيرهم من أصحاب الحرف خاناتهم. أما نهر نيسابور الجاري في وادى سفاور فهو ينحدر إلى نياسبور من قرية بشتفقان المجاورة لها وعلى هذا الوادي والقنى قوّام وحفظة، وعُمْق بعض القني تحت الأرض بما بلغ مئة ودرجة وهذه القنى إذا ماجاوزت المدينة ظهرت على وجه الأرض فتسقي المزارع والبساتين وعلى حافتي النهر المذكور تدور بمائة وسبعون رحى.. ولكل دار في المدينة قناة تأخذ ماءها من هذا النهر إضافة إلى أن أكثر الدور فيها صهاريج يخزن فيها الماء لأجل الانتفاع منه في موسم الحفاف رغم مافي تلك الدرو من آبار كثيرة عذبة الماء.
وقد اشتهرت بساتين نيسابور الكثيرة المحيطة بها بالريباس وهو نوع من الثمار ينبت في الجبال ذوات الثلوج والبلد الباردة وطعمه حامض مع قبض، وحجمه في نيسابور كبير تبلغ الواحدة منه منّاً أو أكثر وهي بيضاء صادقة البياض كأنها الطلع، ولجمال الطبيعة الخلابة التي تميزت بها هذه المدينة قال ياقوت الحموي إنه لم ير مدينة أحسن منها.
كما اشتهرت نيسابور بجبل الذي كانت فيه مغارة الرياح العجيبة التي يهب من أعماقها ريح ويندفع في الوقت نفسه ماء تكفي قوته لإدارة رحى من شدة اندفاعه.
وفي سهل نيسابور كانت أربعة رساتيق (أي أقاليم زراعية) عرفت بخصوبة أرضها وكثرة إنتاجها وهي الشامات، وريوند، ومازُل وبشتفروش. وعلى سبيل المثال ففي بشتفروش مئة وست وعشرة قرية ـ على ماذكر المقدسي ـ وبساتينها ذات غلة كبيرة من المشمش الذي يحمل إلى سائر الأرجاء وفي الرساتين الأخرى ثمار أخرى كالعنب السفرجلي الجيد الذي لانظير له.
ولتلك الرساتيق أنهار كثيرة تسقي بساتينها مثل النهر الملح ونهر بشتقان ونهر بشتفروش ونها عطشا بار.
وقد تعرضت نيسابور لغزوات عشائر الغز سنة 548 فأصبت بمصيبة عظيمة حيث أسرت تلك العشائر المتوحشة الملك سنجر وقتلوا كل من وجدوه فيها واستصفوا أموالها حتى لم يبق فيها من يعرف وخربوها وأحرقوها ثم اختلفوا فهلكوا واستولى عليها المؤيد أحد مماليك سنجر فنقل الناس إلى محلة منها يقال لها شاؤيافي وعمرها وسورها وتقلبت بها أحوال حتى عادت أعمر بلاد الله وأحسنها وأكثرها خيراً وأهلاً وأموالاً لأنها ـ على حد تعبير ياقوت ـ دهليز المشرق ولابد للقفول من ورودها وبقيت على ذلك إلى سنة 618هـ حيث خرج من وراء النهر التتر فعاثوا في الأرض فساداً حتى وصلوا إلى اسوار نيسابور فنصبوا المنجنيق وغيره حتى أخذوها عنوة فقتلوا ـ لنقمتهم على أهلها ـ كل من وصلت إلي أيدهم ثم خربوها حتى الحقوها بالأرض بل حفروا الأرض لاستخراج الدقائن التي أخفاها أهلها عن أعينهم حتى لم يبق جدار قائم.
ولايفوتنا أن نذكر لنيسابور دروها الريادي في نشر العلم الديني وتخريج فطاحل العلماء وأفذاذهم الذين نسبوا إليها فقد كان فيها عدد لايستهان به من المدارس ففي مسجدها الجامع رأى ابن بطوطة أربع مدارس تلي ذلك الجامع، ولعل أشهر من نسب إلى نيسابور من أهل العلم الذين لايحصون لكثرتهم: الحافظ الإمام أبو علي الحسن بن علي بن زيد ابن داود بن يزيد النيسابوري. قال عنه ابن منده: مارأيت في اختلاف الحديث والإتقان أحفظ من أبي علي النيسابوري، وقد عقد له مجلس الإملاء بنسابور سنة 337 وهو ابن ستين سنة.. وقد توفي الإمام النيسابوري يوم الأربعاء الخامس عشر من جمادى الأولى سنة 349هـ.

## مرتبط
- نيسابور